# 帕纳吉诺市镇
帕纳吉诺市镇（俄语：Панагинское муниципальное образование）是俄罗斯联邦伊尔库茨克州奎屯区所属的一个市镇。其下辖有个居民点，行政中心为帕纳吉诺。据2016年统计，该市镇的人口为255人。